# Udriivți, Dunaiivți
Udriivți (în ucraineană Удріївці) este o comună în raionul Dunaiivți, regiunea Hmelnîțkîi, Ucraina, formată numai din satul de reședință.

## Demografie
Componența lingvistică a comunei Udriivți
     Ucraineană (99,25%)
     Alte limbi (0,56%)
Conform recensământului din 2001, majoritatea populației comunei Udriivți era vorbitoare de ucraineană (99,25%), existând în minoritate și vorbitori de alte limbi.